# Arnim Bechmann
Arnim Gottfried Bechmann (* 26. November 1943; † 10. Dezember 2014 in Barsinghausen) war ein deutscher Wirtschaftswissenschaftler, der Landschaftsökonomie, Umweltökonomie, Umweltplanung und Systemanalyse am Institut für Management in der Umweltplanung der Technischen Universität Berlin lehrte, sowie Zukunftsforscher. Er war Verfasser zahlreicher wissenschaftlicher Arbeiten. Bechmann lebte in Barsinghausen.

## Leben
Nach seinem Abitur am Matthias-Claudius-Gymnasium Gehrden studierte Bechmann von 1964 bis 1969 Mathematik, Physik und Volkswirtschaftslehre an der Georg-August-Universität Göttingen. 1975 wurde er an der Technischen Universität Berlin zum Dr. rer. pol. promoviert, zwei Jahre später erfolgte seine Habilitation mit dem Thema Planungstheorie und Planungsmethodik an der Gottfried Wilhelm Leibniz Universität Hannover. An der TU Hannover wurde er Privatdozent und Akademischer Oberrat am Institut für Landschaftspflege und Naturschutz. Ab 1979 war er Professor der TU Berlin und am Institut für Landschaftsökonomie tätig. Von 1980 bis 1983 war er Vorstandssprecher des Instituts für Angewandte Ökologie (Öko-Institut) in Freiburg.

## Veröffentlichungen (Auswahl)
- Kybernetik und Makroökonomie. 1976.
- Nutzwertanalyse, Bewertungstheorie und Planung. 1978.
- Grundlagen der Planungstheorie und Planungsmethodik. 1981.
- Umwelt braucht Frieden. 1983.
- Leben wollen – Anleitung für eine neue Umweltpolitik. 1984.
- als Hrsg. mit anderen: Global Future – Es ist Zeit zu handeln. 1981.